# Colón (Trolebús de Quito)

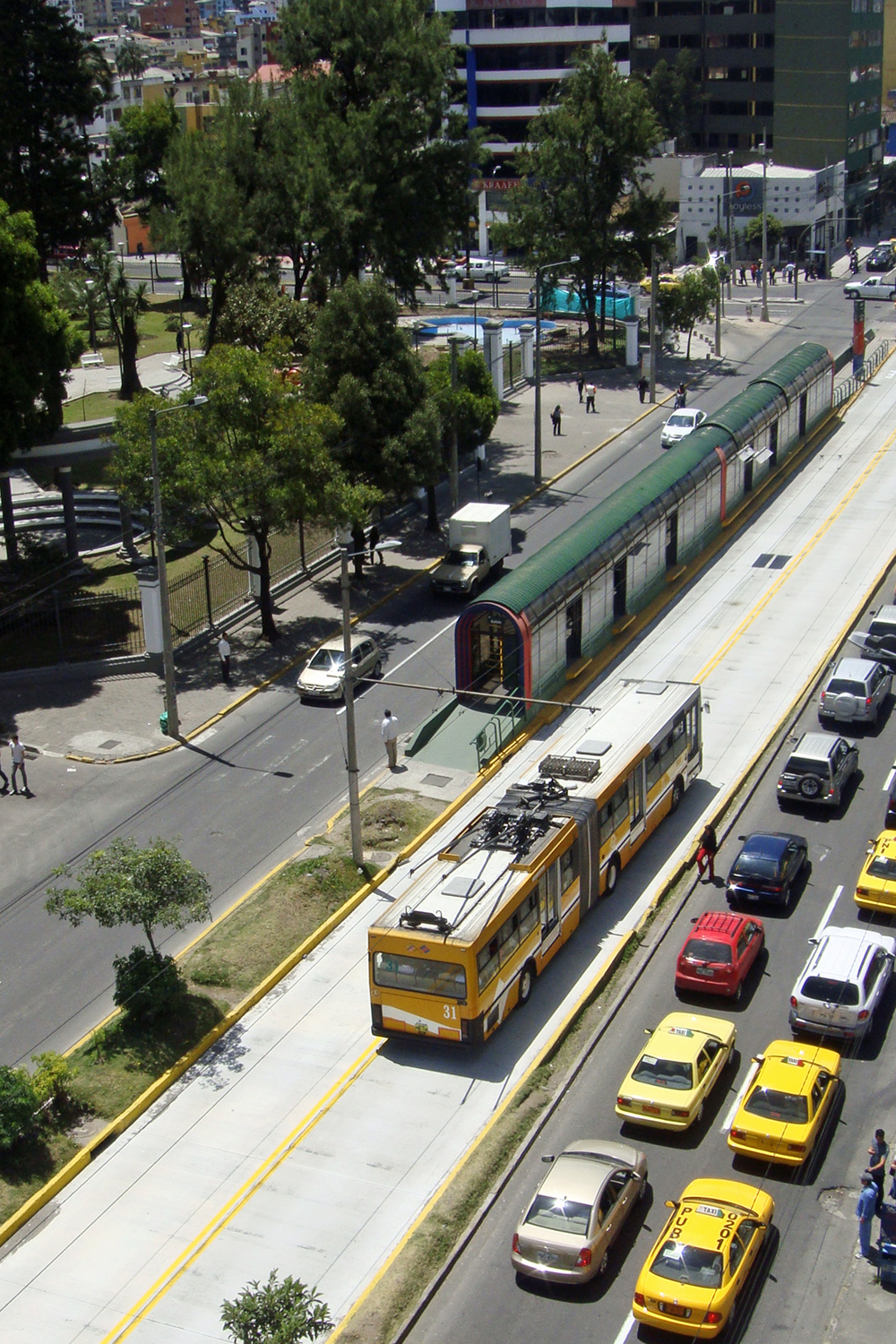
Parada Colón con el diseño original.

Colón es la trigésima parada del Corredor Trolebús, al norte de la ciudad de Quito. Se encuentra ubicada sobre la avenida 10 de Agosto, intersección con el bulevar Colón, en la parroquia de La Mariscal. Fue construida durante la administración del alcalde Jamil Mahuad Witt, quien la inauguró el 19 de marzo de 1996, dentro del marco de la segunda etapa operativa del sistema, que venía funcionando desde diciembre de 1995 únicamente hasta la parada Teatro Sucre.
Toma su nombre del bulevar aledaño, una de las principales vías que conecta la ciudad en sentido latitudinal y hace honor a Cristóbal Colón, descubridor de América en 1492. La parada sirve al sector circundante, en donde se levantan locales comerciales, agencias bancarias, cadenas de comida rápida, varios edificios de apartamentos y oficinas, así como el Palacio de La Circasiana (sede del Instituto Nacional de Patrimonio Cultural).
Marco el fin de la 2.ª etapa operativa del trolebús en 1996, al igual que el andén Parque El Ejido, esta parada es muy larga ya que tiene carácter integrador con el C4 que avanzan unidades vacías que salen de aquí y se dirigen a Quitumbe , como manera de disminuir el número de pasajeros, Su icono representa una especie de ventana
Desde este punto, y caminando hacia el oriente por el bulevar, se puede acceder fácilmente a la zona turística y de entretenimiento de La Mariscal; mientras que avanzando unas pocas cuadras por la misma vía en dirección al occidente, se puede llegar a la estación multimodal Seminario Mayor, que conecta los corredores Central Norte y Sur Occidental.